# Margarethe von Oven
Margarethe von Oven (Condesa Margarethe von Hardenberg) (1904, Berlín-5 de febrero de 1991, Göttingen) era secretaria del Bendlerblock y fue cómplice en el complot del 20 de julio para asesinar a Adolf Hitler. 

## Biografía
Miembro de la nobleza prusiana, su padre era el teniente coronel Ludolf von Oven, que pereció el 22 de agosto de 1914 a comienzos de la Primera Guerra Mundial. Fue criada por su madre —Margarete von Jordan— y sus tres hermanos. Debió trabajar para ayudar a la familia y en 1925 tomó un puesto de secretaria en el ministerio de defensa alemán, Reichswehr. Fue destinada por seis meses a Moscú en 1928 y trabajó en Budapest y Lisboa hasta 1941.
En 1941 regresó a Berlín para ser la secretaria de Kurt von Hammerstein-Equord y de Werner von Fritsch en el Bendlerblock. En 1943 fue transferida al general Henning von Tresckow porque era la mejor amiga de su esposa desde la infancia. Así participó del complot, era la transmisora de información y tipeaba órdenes y decretos en su preparación. Claus von Stauffenberg se reunía con ella y su jefe a menudo. 
Fue arrestada tras el fracaso del atentado pero liberada dos semanas después.
Después de la guerra vivió en Suiza y en 1955 se casó con el conde Wilfred Graf von Hardenberg.
En la película alemana del 2004 Stauffenberg, fue interpretada por Stefania Rocca y en Valkyrie con Tom Cruise fue la actriz holandesa Halina Reijn.